# 伊斯頓 (明尼蘇達州)
伊斯頓（英語：Easton）是一個位於美國明尼蘇達州法里博縣的城市。

## 歷史
作為鐵路沿綫的路段，伊斯頓於1873年成立，翌年設立營運至今的郵局。此地得名自城市的建立者之一傑森·克拉克·伊斯頓（Jason Clark Easton）。

## 人口
根據2020年美國人口普查的數據，伊斯頓的面積為2.46平方千米，當中陸地面積為2.46平方千米，而水域面積為0.00平方千米。當地共有人口177人，而人口密度為每平方千米72人。